# Greenport (comté de Columbia)
Pour les articles homonymes, voir Greenport.
Greenport est une ville du comté de Columbia dans l'État de New York aux États-Unis.
En 2010, la population était de 4 165 habitants.

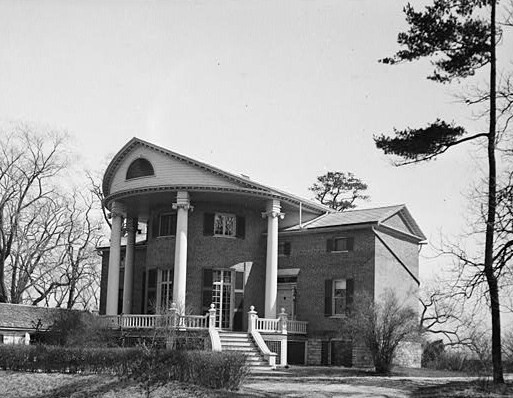
Old Turtle House à Greenport (comté de Columbia)